# اصل انفجار
در منطق کلاسیک، منطق شهودی و دستگاه‌های منطقی مشابه، اصل انفجار (به انگلیسی: Principle of explosion) یا اصل دانس اسکوتوس، قانونی است که طبق آن می‌توان هر گزاره‌ای را از یک تناقض اثبات کرد. يعنى پس از فرض کردن یک تناقض، هر گزاره‌اى (از جمله نقیض خود گزاره) را مى‌توان از آن استنباط كرد؛ این به عنوان انفجار قیاسی شناخته می‌شود.
اثبات این اصل برای اولین بار توسط فیلسوف فرانسوی قرن دوازدهم، ویلیام سوسون ارائه شد. با توجه به اصل انفجار، وجود تناقض در یک دستگاه صوری، فاجعه‌آمیز است. از آنجایی که هر گزاره‌ای قابل اثبات است، مفاهیم صدق و کذب را بی‌اهمیت جلوه می‌دهد. در اواخر قرن بیستم، کشف تناقض‌هایی مانند پارادوکس راسل در پایه‌های ریاضیات، کل ساختار ریاضیات را تهدید کرد. ریاضی‌دانانی مانند گوتلوب فرگه، ارنست تسرملو، آبراهام فرنکل و تورالف اسکولم تلاش زیادی برای بازنگری در نظریۀ مجموعه‌ها برای از بین بردن این تناقض‌ها انجام دادند که نتیجۀ آن نظریۀ مجموعه‌های تسرملو-فرانکل مدرن شد.
دو گزارۀ متناقض را در نظر بگیرید - "همۀ لیموها زرد هستند" و "همۀ لیموها زرد نیستند" - و فرض کنید که هر دو درست هستند. اگر چنین باشد، هر چیزی را می‌توان با استفاده از استدلال زیر ثابت کرد. به عنوان مثال، این ادعا که "تک‌شاخ‌ها‌ وجود دارند":
1. می‌دانیم که "همۀ لیموها زرد نیستند" همانطور که فرض شده‌است، درست است.
2. می‌دانیم که "همۀ لیموها زرد هستند" همانطور که فرض شده‌است، درست است.
3. بنابراین، ترکیب فصلی "همۀ لیموها زرد هستند یا تک‌شاخ‌ها وجود دارند" نیز باید درست باشد، زیرا "همه لیموها زرد هستند" درست است (همانطور که فرض شده‌است).
4. با این حال، از آنجایی که طبق فرض‌مان می‌دانیم "همۀ لیموها زرد نیستند" درست است، در نتیجه بخش اول ترکیب فصلی یعنی "همه لیموها زرد هستند" نادرست است و بنابراین بخش دوم ترکیب فصلی یعنی "تک‌شاخ‌ها وجود دارند" باید درست باشد تا اطمینان حاصل شود که ترکیب فصلی درست است، یعنی تک‌شاخ وجود دارد.

در راه‌حلی متفاوت برای این مسائل، تعدادی از ریاضی‌دانان نظریه‌های جایگزین منطق ریاضی به نام منطق‌های فراسازگار را ابداع کرده‌اند که اصل انفجار را حذف می‌کند. این‌ها اجازه می‌دهند که برخی از اظهارات متناقض بدون تأثیر بر سایر شواهد اثبات شوند.

## نمایش به‌صورت نمادین
در منطق ریاضی، اصل انفجار را می‌توان به‌صورت خلاصه به‌شکل زیر بیان کرد:
{\displaystyle {\begin{aligned}P,\lnot P\vdash Q\end{aligned}}}
که یعنی برای هر دو گزارۀ {\displaystyle P} و {\displaystyle Q}، اگر هر دوی {\displaystyle P} و {\displaystyle \neg P} (نقیضِ {\displaystyle P}) درست باشند، آنگاه به‌طور منطقی، {\displaystyle Q} را ثابت می‌کنند.

## اثبات
در زیر اثبات این اصل با استفاده از منطق ریاضی آمده‌است.
| گام | گزاره                   | شرح               |
| --- | ----------------------- | ----------------- |
| 1   | {\displaystyle P}       | فرض               |
| 2   | {\displaystyle \neg P}  | فرض               |
| 3   | {\displaystyle P\lor Q} | ترکیب فصلی (1)    |
| 4   | {\displaystyle Q}       | قیاس منفصل (2، 3) |

این فقط نسخۀ نمادین استدلالی است که در مقدمه ارائه شده است که {\displaystyle P} مخفف "همۀ لیموها زرد هستند" و {\displaystyle Q} مخفف "تک‌شاخ‌ها وجود دارند". ما با این فرض شروع می‌کنیم که (1) همۀ لیموها زرد هستند و (2) همۀ لیموها زرد نیستند. از این گزاره که "همۀ لیموها زرد هستند" استنباط می‌کنیم که (3) یا "همۀ لیموها زرد هستند" یا "تک‌شاخ‌ها وجود دارند". اما پس از این و این واقعیت که "همۀ لیموها زرد نیستند"، استنباط می‌کنیم که (4) تک‌شاخ‌ها وجود دارند.

### استدلال معنایی
یک استدلال جایگزین برای این اصل از نظریۀ مدل سرچشمه می‌گیرد. یک جملۀ {\displaystyle P}، پیامد معنایی مجموعه‌ای از جملات {\displaystyle \Gamma } است؛ تنها اگر هر مدل از {\displaystyle \Gamma }، یک مدل از {\displaystyle P} باشد. با این حال، هیچ مدلی از مجموعۀ متناقض وجود ندارد {\displaystyle (P\wedge \lnot P)}. پیش از این، هیچ مدلی از {\displaystyle (P\wedge \lnot P)} وجود ندارد که {\displaystyle Q} مدلی از آن نباشد. بنابراین، به انتفای مقدم، هر مدل از {\displaystyle (P\wedge \lnot P)} یک مدل از {\displaystyle Q} است. بدین ترتیب {\displaystyle Q} پیامد معنایی {\displaystyle (P\wedge \lnot P)} است.

## منطق فراسازگار
منطق‌های فراسازگاری توسعه داده شده‌اند که عملگرهای فرعی تشکیل می‌دهند. منطق‌دانان ناسازگار نظریۀ مدل اغلب این فرض را رد می‌کنند که هیچ مدلی از {\displaystyle \{\phi ,\lnot \phi \}} و سیستم‌های معنایی باشند که در آن‌ها چنین مدل هایی وجود داشته باشد. از طرف دیگر، آن‌ها این ایده را رد می‌کنند که قضایا را می‌توان به عنوان درست یا نادرست طبقه‌بندی کرد. منطق‌های فراسازگار مبتنی بر نظریۀ اثبات، معمولاً اعتبار یکی از مراحل لازم برای استخراج یک انفجار را رد می‌کنند، که معمولاً شامل قیاس متمایز، مقدمۀ تفکیک و تعلیق به محال است.

## استفاده
ارزش فرا ریاضی اصل انفجار این است که برای هر سیستم منطقی‌ای که در آن این اصل برقرار است، هر نظریۀ مشتق شده‌ای که ⊥ (یا شکلی معادل، {\displaystyle \phi \land \lnot \phi }) را اثبات می‌کند، بی‌ارزش است؛ زیرا همۀ گزاره‌های آن به قضیه تبدیل می‌شوند و تشخیص حقیقت از باطل را غیرممکن می‌کنند. یعنی اصل انفجار، استدلالی برای اصل امتناع تناقض در منطق کلاسیک است؛ زیرا بدون آن همۀ گزاره‌های حقیقی بی‌معنا می‌شوند.